# Sereno de Campo Grande
Grêmio Recreativo Escola de Samba Sereno de Campo Grande é uma escola de samba da cidade do Rio de Janeiro, sediada no sub-bairro de Vila São João em Campo Grande, na Zona Oeste.

## História
A Sereno de Campo Grande foi fundada em 1996, por um grupo de boêmios estavam reunidos no Bar e Restaurante do Pepe, situado na Avenida Cesário de Melo em Campo Grande. Era madrugada de quarta-feira de cinzas. Eram eles Paulo Geleia, Tuti, Patinete e o poeta Dalberto Gomes. Foi marcada uma reunião com Carlinho da Burrinha, Osmar Capilé, Hugo Reis, Nélson Chaves, Nelsinho e outros antigos foliões. O local foi  a Sociedade Musical 10 de Maio. Durante a reunião foi servido um almoço com muito samba. Foi fundada então o Grêmio Recreativo Escola de Samba Sereno de Campo Grande.
No carnaval de 2007, pela primeira vez a Sereno de Campo Grande desfilou na Passarela do Samba, Marquês de Sapucaí, com o enredo: "É Carnaval! A Coruja Manda Avisar. Deu Águia… Viva a Portela!" dos Carnavalescos Amarildo de Mello, o mesmo que assinava o carnaval da Portela e Oziene Furttado. A comissão de frente representou o nascimento da coruja, símbolo maior da sabedoria. Os enredos e baluartes da Portela foram destaque em alas e alegorias.
No carnaval 2008, com o enredo O Gigante chamado Brasil, terminou na 8º colocação. O enredo abordou a miscigenação dos povos, o sincretismo religioso inerentes ao nosso país e as diferenças de hábitos e costumes no território nacional.
Em 2010, o Sereno contou a história do espetáculo circense, com a presença maciça de sua comunidade. Na comissão de frente, mágicos em torno de uma grande cartola faziam truques de ilusão e tiravam de dentro, um palhaço e um coelho. Sua exaltação ao Circo lhe valeu o 4ºlugar.
Em 2011, a escola contou a história do perfume, passando pelo Egito, pelas antigas civilizações e terminando o desfile na Amazônia, fonte de extração de fragrâncias a aromas para a produção de perfumes nacionais e internacionais. A comissão de frente apresentou soldados egípcios que se apresentaram junto com Cleópatra, Marco Antonio e Julio César. O abre-alas trouxe a coruja, símbolo da escola, cercado de muito brilho e uma representação do Deus Ball e múmias. A segunda alegoria representou a cultura hindu, com grandes elefantes, marajás e uma referência às velas aromáticas. Os alquimistas da bateria fizeram paradinhas. O terceiro carro representou Paris, com dançarinas de cancan, vidros de perfume francês e cabarés. A Amazônia veio no último carro, com a fauna e flora brasileiras. As baianas representaram a lavagem do Bonfim. Ficou em 5º Lugar.
Em 2013, a escola retorna Amarildo de Mello como carnavalesco. Com um desfile mediano, sendo que com alegorias sem iluminação, a escola terminou a disputa em 17º lugar foi uma das rebaixadas que retornaram para o Grupo B, atualmente sob comando da AESCRJ.
Para 2014, a escola que tinha o experiente Jorge Caribé, como seu carnavalesco. decidiu apostar no desconhecido Wagner Araújo
, não confundindo com o diretor de carnaval da Imperatriz. mas sim o que foi anteriormente assistente de Mauro Quintaes. sendo na sua final de samba-enredo com cinco parcerias. O Desfile realizado pela escola garantiu destaques pela Ala das Baianas, que representaram a lavagem do Bonfim e a escola ganhou o Prêmio S@mba-Net 2014 como a Melhor Escola do Acesso B. Na tentativa de superar o rebaixamento ocorrido no ano de 2015 - quando a escola teve como carnavalescos a dupla Amauri Santos e Eduardo Pinho - a escola reconvocou Wagner Araújo, que, com simplicidade, havia conquistado o S@amba-Net 2014. 
Para o ano de 2016, com o enredo "É fofoca, é fuxico: a coruja abre o bico!", Wagner revive a produtiva parceria com André Miranda na elaboração e desenvolvimento do enredo -  ao lado dos demais integrantes da comissão de carnaval - na tentativa de reconduzir a escola ao grupo B.  
Depois do carnaval de 2018, quando em terminou em sexto lugar, a escola elegeu o compositor Zé Glória como seu novo presidente. Após dois carnavais modestos, o Sereno lança para 2021 o enredo "Se o samba tem mandinga vem da África a nossa ginga", trazendo de volta após 8 anos o carnavalesco Amarildo de Mello e o intérprete Antônio Carlos, que divide o microfone oficial com Sandro Mota. Com o cancelamento dos desfiles de 2021 em virtude da pandemia de Covid-19, o enredo foi remanejado para o carnaval de 2022, realizado no mês de abril, onde a escola terminou com a quinta colocação.
No carnaval de 2023, apresentando o enredo "As três princesas turcas no reino de Pindorama", sobre a saga das princesas Mariana, Herondina e Toya da terra natal até a Praia dos Lençóis, o Sereno conquista o título da Série Prata e o acesso à Série Ouro, retornando à Sapucaí após 10 anos.
Para o carnaval de 2024, o Sereno anunciou o enredo "4 de Dezembro", de autoria do carnavalesco Thiago Avis (mantido pelo segundo carnaval seguido) e dos enredistas Juliana Joannou e Leonardo Antan, que fala sobre os festejos em honra a Santa Bárbara e Oyá, em Salvador. A escola manteve quase toda equipe do desfile anterior e contratou a porta-bandeira Lohane Lemos, que retorna à agremiação após 8 anos, e o intérprete Igor Pitta, para dividir o microfone oficial com Antônio Carlos. Fazendo um desfile problemático, marcado por dificuldades para manobrar suas alegorias e abertura de vários "buracos", o Sereno terminou em 16° lugar, sendo rebaixado de volta pra Série Prata.

## Segmentos

### Presidentes
| Nome                    | Mandato         | Ref.   |
| ----------------------- | --------------- | ------ |
| Nelson Rodrigues Chaves | 2003-2014       | [ 13 ] |
| Marcos Mello            | 2014-2015       | [ 14 ] |
| Gilberto Leal           | 2015-2016       | [ 15 ] |
| José Germano            | 2016-2018       |        |
| Zé Glória               | 2018-2019       | [ 11 ] |
| Carlos Alberto “Galego” | 2019-atualidade | [ 16 ] |

### Presidente de Honra
| Nome           | Mandato    | Ref.   |
| -------------- | ---------- | ------ |
| Nelsinho Filho | atualidade | [ 16 ] |

### Diretores
| Ano       | Diretor de Carnaval  | Diretor de harmonia                 | Mestre de bateria   | Ref.   |
| --------- | -------------------- | ----------------------------------- | ------------------- | ------ |
| 2014      | Alemão               | Betinho N'Gandala                   | Marquinhos          |        |
| 2015-2016 | Rui Só               | Nelsinho Filho e Cobrinha           | Rodrigo Gom         | [ 14 ] |
| 2017      | Comissão de Carnaval | Jailson e Jairo                     | Celsinho do Repique |        |
| 2018      | Comissão de Carnaval | Alexandre Barcelos                  | Celsinho do Repique |        |
| 2019      | André Baiacu         | Alexandre Barcelos                  | Celsinho do Repique |        |
| 2020      | André Baiacu         | José Barros “Cobrinha”              | Celsinho do Repique | [ 16 ] |
| 2021      | André Baiacu         | Comissão de Carnaval                | Celsinho do Repique |        |
| 2022      | André Baiacu         | Cristiane Paixão e Cristiano Amorim | Celsinho do Repique |        |
| 2023      | André Baiacu         | Cristiane Paixão e Cristiano Amorim | Celsinho do Repique |        |
| 2024      | André Baiacu         | Cristiane Paixão e Alemão           | Vinicius            |        |
| 2025      | Comissão de Carnaval | Cristiano Amorim                    | Brício              |        |

### Intérpretes
| Período         | Intérprete                              | Ref.   |
| --------------- | --------------------------------------- | ------ |
| 2003–2004       | J.Bahia                                 | [ 17 ] |
| 2005            | Crispim                                 | [ 17 ] |
| 2006–2013       | Antônio Carlos                          | [ 18 ] |
| 2014            | Célio Silva                             | [ 17 ] |
| 2015            | Marcio Preza                            | [ 17 ] |
| 2016            | Pitty de Menezes                        |        |
| 2017–2018       | Carlinhos Piloto                        | [ 17 ] |
| 2019            | Carlinhos Piloto e Sandro Mota          |        |
| 2020            | Sandro Mota                             | [ 16 ] |
| 2022–2023       | Sandro Mota e Antônio Carlos            |        |
| 2024            | Antônio Carlos e Igor Pitta             |        |
| 2025–atualidade | Antônio Carlos do Sereno e Marcio Preza |        |

### Coreógrafos
| Ano       | Nome               | Ref    |
| --------- | ------------------ | ------ |
| 2011-2013 | David Lima         | [ 19 ] |
| 2014      | Thiago Fagundes    | [ 20 ] |
| 2015      | Thiago Fagundes    | [ 21 ] |
| 2016      | David Lima         | [ 15 ] |
| 2017      | Renan Almeida      | [ 16 ] |
| 2018      | Renan Almeida      |        |
| 2019      | Wanderson Cyrilo   |        |
| 2020      | Léo Mix            |        |
| 2022      | Alexandre Medeiros |        |
| 2023      | Alexandre Medeiros |        |
| 2024      | Carlos Bolacha     |        |
| 2025      | Carlos Bolacha     |        |

### Casal de Mestre-sala e Porta-bandeira
| Ano  | Nome                               | Ref.   |
| ---- | ---------------------------------- | ------ |
| 2011 | Marcílio Diamante e Cíntia Ribeiro |        |
| 2012 | Márcio Guedes e Gisele Pérola      |        |
| 2013 | Léo Chocolate e Cintia Ribeiro     |        |
| 2014 | Paulo Erick e Andressa Dornelles   | [ 22 ] |
| 2015 | Paulo Erick e Lohane Lemos         | [ 14 ] |
| 2016 | Ewerton Anchieta e Cássia Maria    | [ 15 ] |
| 2017 | Thuan Matheus e Mayara Bombom      |        |
| 2018 | Ewerton Anchieta e Mayara Bombom   |        |
| 2019 | Ruan Furtado e Mayara Bombom       |        |
| 2020 | Marvyn Sousa e Mayara Bombom       | [ 16 ] |
| 2022 | Yago Silva e Mayara Bombom         |        |
| 2023 | Yago Silva e Gheise Angelles       |        |
| 2024 | Yago Silva e Lohane Lemos          |        |
| 2025 | Filipe Vianna e Layne Ribeiro      |        |

### Corte de Bateria
| Período   | Rainha             | Ref.   |
| --------- | ------------------ | ------ |
| 2007-2011 | Sandra Santos      |        |
| 2012-2014 | Renata Capriglione | [ 23 ] |
| 2015      | Paloma Tarueus     | [ 14 ] |
| 2016-2017 | Arielly Araújo     | [ 24 ] |
| 2018      | Amanda Azevedo     |        |
| 2019-2023 | Kelly Jorge        | [ 16 ] |
| 2024-2025 | Katarina Harmony   |        |

## Carnavais
| Ano | Colocação | Divisão | Enredo | Carnavalesco | Ref.                              |
| --- | --- | --- | --- | --- | --------------------------------- |
| 1998 | Aprovada | Desfile de Avaliação                                                                                                  | "Vi o samba passar no jardim de Burle Marx" | Renato Carvalho | [ 17 ]                            |
| 1999 | Vice-campeã | Grupo E (sexta divisão)                                                                                               | "Elza Soares, nega 1000 para o ano 2000" | Renato Carvalho | [ 17 ]                            |
| 2000 | 5.º Lugar | Grupo D (quinta divisão)                                                                                              | "Adelino Moreira, um boêmio nos 500 anos do Brasil" | Lucas Pinto | [ 17 ]                            |
| 2001 | 12.º Lugar (Rebaixada)                                                                                                | Grupo D (quinta divisão)                                                                                              | "O mundo mágico do circo" Jota Mocidade,Jorge Cafuringa e Bira Nota 10 | Nélson Pereira | [ 17 ]                            |
| 2002 | Campeã | Grupo E (sexta divisão)                                                                                               | "Mitos, ritos e danças... Bahia, terra da esperança" | Giovani Pinto | [ 17 ] [ 25 ]                     |
| 2003 | 6.º Lugar | Grupo D (quinta divisão)                                                                                              | "Carrum Novalis, Carnevale, Carnaval - Das ruas aos salões, recordar é viver" (Samba-enredo composto por Djalminha e Flávio Santos) | Comissão de Carnaval (Giovani Pinto, Wagner Paulo, Maurício de Assis, Antônio e Carlos da Costa Rodrigues)            | [ 17 ]                            |
| 2004 | 7.º Lugar | Grupo D (quinta divisão)                                                                                              | "Da cana-caiana à purinha..." (Samba-enredo composto por J.Giovame, Gilberto Fama, Marcio Preza, Edinho Mocidade, Galego, Tião do Cavaco, Jorginho do Pandeiro, Ditão e Titi Metralha) | Wagner Silva | [ 17 ]                            |
| 2005 | Vice-campeã | Grupo D (quinta divisão)                                                                                              | "Uma estrela imortal - Clara Nunes" (Samba-enredo composto por Bola e André William) | Wagner Silva | [ 26 ]                            |
| 2006 | Vice-campeã | Grupo C (quarta divisão)                                                                                              | "Do Oiapoque ao Chuí, o Sereno é o Brasil" (Samba-enredo composto por Bola, Galego, Claudio Carioca, Rodney e Crispim) | Wagner Silva | [ 17 ] [ 27 ]                     |
| 2007 | 10.º Lugar | Grupo B (terceira divisão)                                                                                            | "É carnaval! A coruja manda avisar... Deu águia. Viva a Portela!" Nézio,Guará,Eli Penteado,Cosme e Antonio Carlos | Amarildo de Mello e Oziene Furttado                                                                                   | [ 28 ] [ 29 ]                     |
| 2008 | 8.º Lugar | Grupo B (terceira divisão)                                                                                            | "O gigante chamado Brasil" Zé Luiz,Célio Silva,Claudio Brow e Junior Carioca | Rodrigo Mello e Adilson Pinto                                                                                         | [ 30 ] [ 31 ]                     |
| 2009 | 5.º Lugar | Grupo RJ-1 (terceira divisão)                                                                                         | "Eu fiz tudo pra você não esquecer de mim. "Ta-hí" - Cem anos de Carmem Miranda" Zé Luiz,Célio Silva,Claudio Brow,Jhon Jhon,Sérgio Alan,Victor Alves,Antonio Carlos e Tiziu | Amarildo de Mello | [ 32 ]                            |
| 2010 | 4.º Lugar | Grupo RJ-1 (terceira divisão)                                                                                         | "Abracadabra - O circo Sereno chegou" Sérgio Alan, Victor Alves, Júlia Alan e Leozinho Nunes | Pedro Velloso e Luiz Fernando de Oliveira                                                                             | [ 33 ]                            |
| 2011 | 5.º Lugar | Grupo B (terceira divisão)                                                                                            | "Sereno... a essência do carnaval" (Samba-enredo composto por Sérgio Alan, Victor Alves, Júlia Alan, Leozinho Nunes e Antônio Lopes) | Rodrigo Mello, Adilson Pinto e Marco Antônio                                                                          | [ 34 ] [ 35 ]                     |
| 2012 | 4.º Lugar | Grupo B (terceira divisão)                                                                                            | "Mistérios e magia no Sereno da noite" D'Arc, Dudu, Glaucio, Serjão e Déo | Thiago Avhis | [ 36 ] [ 37 ]                     |
| 2013 | 17.º Lugar (Rebaixada)                                                                                                | Série A (segunda divisão)                                                                                             | "Na busca da paz, equilíbrio e harmonia. Bem aventurados sejam os que ouvem a voz de Deus!" (Samba-enredo composto por Dudu Sereno, Gláucio Oliveira, Fabinho Rodrigues, Laerte Neves e Igor Bazílio) | Amarildo de Mello | [ 4 ] [ 38 ] [ 39 ] [ 40 ] [ 41 ] |
| 2014 | 6.º Lugar | Grupo B (terceira divisão)                                                                                            | "Bahia - Negra alquimia do Brasil" Sérgio Alan, Victor Alves, Júlia Alan, Leozinho Nunes e Antonio Lopes | Wagner Araújo | [ 6 ] [ 7 ] [ 8 ] [ 9 ]           |
| 2015 | 14.º Lugar (Rebaixada)                                                                                                | Série B (terceira divisão)                                                                                            | "De azul e branco a coruja pinta o 7 na avenida" (Samba-enredo composto por Riva Cabeça Branca, Dudu Sereno, Gláucio Oliveira, Fabinho Rodrigues e Gomes) | Amauri Santos e Eduardo Pinho                                                                                         | [ 42 ] [ 14 ]                     |
| 2016 | 6.º Lugar | Série C (quarta divisão)                                                                                              | "É fofoca, é fuxico: a Coruja abre o bico!" (Samba-enredo composto por Thiago Brito, Dudu Sereno, Glaucio Oliveira, Galego e Fernando Moreira) | Wagner Araújo, André Miranda e Flávio                                                                                 | [ 43 ] [ 44 ]                     |
| 2017 | 7.º Lugar | Série C (quarta divisão)                                                                                              | "Com muito calor humano, o Sereno é suburbano!" (Samba-enredo composto por Zé Glória, Jaci Campo Grande, Galego, Sérgio Alan, Gláucio Oliveira, Fernando Moreira, Marcelinho do Cavaco, Rodney, Maurinho da Júlio, Reinaldo Chevette, Filhinho Jr, Dudu Sereno, Solano Santos, Denílson do Rozário e Carlinhos Piloto) | Wagner Araújo e André Miranda                                                                                         |                                   |
| 2018 | 6.º Lugar | Série C (quarta divisão)                                                                                              | Vale a Pena Verde Novo - Salvem a Natureza (Samba-enredo composto por Jaci Campo Grande, Maurinho da Júlio, Reinaldo Cheveti, Solano Santos e Galego) | Flávio Ribeiro (in memoriam)                                                                                          | [ 45 ]                            |
| 2019 | 10.º Lugar | Série C (quarta divisão)                                                                                              | Ser ou não ser, Não é a questão! Sereno é loucura, amor e paixão! Compositores: J. Giovanni, Solano Santos, Cláudio Mattos, Igor Vianna, Thiago Meiners, Jaci Campo Grande, Sérgio Alan, Maurinho da Júlio, Reinaldo Cheveti, Gláucio Oliveira, Márcinho.com e André Baiacu                                            | Lucas Milato | [ 46 ]                            |
| 2020 | 18.º Lugar | Especial da Intendente (quarta divisão)                                                                               | Essa noite vou te deixar no... Sereno Compositores: Jaci Campo Grande, Solano Santos, Sérgio Alan, André Baiacu, Reinaldo Chevett, Maurinho da Júlio, Marcinho.com, Fábio Braga, D’Arc, Marcelinho do Cavaco, Fernando Amaro e Carlinhos Ousadia                                                                       | Marcello Portella | [ 47 ] [ 16 ]                     |
| Inicialmente adiados para o mês de julho, os desfiles do Carnaval 2021 foram cancelados devido a pandemia de Covid-19 | Inicialmente adiados para o mês de julho, os desfiles do Carnaval 2021 foram cancelados devido a pandemia de Covid-19 | Inicialmente adiados para o mês de julho, os desfiles do Carnaval 2021 foram cancelados devido a pandemia de Covid-19 | Inicialmente adiados para o mês de julho, os desfiles do Carnaval 2021 foram cancelados devido a pandemia de Covid-19 | Inicialmente adiados para o mês de julho, os desfiles do Carnaval 2021 foram cancelados devido a pandemia de Covid-19 | [ 48 ]                            |
| 2022 | 5.º Lugar | Série Prata (terceira divisão)                                                                                        | Se o samba tem mandinga vem da África a nossa ginga Compositores: Jaci Campo Grande, Sergio Alan, Solano Santos, André Baiacu, Glaucio Oliveira, Fabio Rodrigues, Laio Lopes, Marcinho.com, Maurinho da Júlio, Reinaldo Chevett, Marcelinho do Cavaco e Aurélio Brito                                                  | Amarildo de Mello | [ 49 ]                            |
| 2023 | Campeã | Série Prata (terceira divisão)                                                                                        | As três princesas turcas no reino de Pindorama Compositores: Jaci Campo Grande, Sérgio Alan, André Baiacu, Fabinho Rodrigues, Laio Lopes, Marcelinho do Cavaco, Reinaldo Chevett, Aurélio Brito, Nito de Souza, Fábio Bueno, Marcinho.com e Galego                                                                     | Thiago Avis | [ 50 ]                            |
| 2024 | 16.º Lugar (Rebaixada)                                                                                                | Série Ouro (segunda divisão)                                                                                          | 4 de Dezembro Compositores: Cláudio Russo, Jaci Campo Grande, Sergio Alan, André Baiacu, Beto BR, Laio Lopes, Fabinho Rodrigues, Marcelinho do Cavaco, Reinaldo Chevett, Aurelio Brito e Fábio Bueno | Thiago Avis | [ 51 ]                            |
| 2025 | 25.º Lugar (Rebaixada)                                                                                                | Série Prata (terceira divisão)                                                                                        | No sertão, se onde tem Sereno, têm corujas... Onde existem profetas... têm chuvas!!! Compositores: Jaci Campo Grande, Sergio Alan, Laio Lopes, Fabio Rodrigues, Reinaldo Chevett, Marcelinho do Cavaco, Aurélio Brito, Rogerinho e Galego                                                                              | Marcello Portella | [ 52 ]                            |

- Commons

## Premiações
Prêmios recebidos pelo GRES Sereno de Campo Grande.
| Ano  | Prêmio              | Categoria / premiados | Divisão    | Ref.          |
| ---- | ------------------- | --- | ---------- | ------------- |
| 2005 | Troféu Jorge Lafond | Porta-bandeira (Roberta) | Grupo D    | [ 53 ]        |
| 2005 | Troféu Jorge Lafond | Ala mirim | Grupo D    | [ 53 ]        |
| 2005 | Troféu Jorge Lafond | Alegoria | Grupo D    | [ 53 ]        |
| 2006 | Troféu Jorge Lafond | Enredo ("Do Oiapoque ao Chuí, o Sereno é o Brasil")                                                                          | Grupo C    | [ 54 ]        |
| 2008 | S@mba-Net           | Comissão de frente (Coreógrafo responsável: David Lima)                                                                      | Grupo B    | [ 55 ]        |
| 2009 | S@mba-Net           | Casal de Mestre-sala e Porta-bandeira (Hugo Cesário e Andressa Dornelles)                                                    | Grupo B    | [ 56 ]        |
| 2010 | Troféu Jorge Lafond | Samba-enredo ("Abracadabra... O circo Sereno chegou" - Compositores: Sérgio Alan, Victor Alves, Júlia Alan e Leozinho Nunes) | Grupo RJ-1 | [ 57 ]        |
| 2010 | S@mba-Net           | Velha guarda | Grupo RJ-1 | [ 58 ]        |
| 2010 | S@mba-Net           | Ala de passistas | Grupo RJ-1 | [ 58 ]        |
| 2010 | Plumas & Paetês     | Coreógrafo (David Lima) | Grupo RJ-1 | [ 59 ]        |
| 2011 | Troféu Jorge Lafond | Casal de Mestre-sala e Porta-bandeira (Marcílio e Cíntia)                                                                    | Grupo B    | [ 60 ]        |
| 2011 | S@mba-Net           | Ala mirim | Grupo B    | [ 61 ]        |
| 2011 | S@mba-Net           | Alegoria (2.ª alegoria - "Oriente")                                                                                          | Grupo B    | [ 61 ]        |
| 2012 | Troféu Jorge Lafond | Comissão de frente (Coreógrafo: David Lima)                                                                                  | Grupo B    | [ 62 ]        |
| 2014 | S@mba-Net           | Melhor escola | Grupo B    | [ 63 ] [ 64 ] |